# 糖城 (科罗拉多州)
糖城（英語：Sugar City），是美国科罗拉多州克罗利县下属的一座城市。建市于1900年7月2日，面积大约为0.385平方英里（0.997平方公里）。根据2010年美国人口普查，该市有人口258人。2011年估计该市有人口260人，相比2010年人口增长率为0.78%。同时，论人口该市是科罗拉多州第226大城市。